# Traffic Light
Traffic Light ist eine US-amerikanische Fernsehserie, die 2011 in den USA von 20th Century Fox Television für den Sender Fox produziert wurde. Sie basiert auf der israelischen Serie Ramzor. Die Premiere fand am 8. Februar 2011 beim US-Sender Fox statt.

## Handlung
In der Sitcom geht es um die drei Studienfreunde Mike, Adam und Ethan. Jetzt in den Dreißigern, befindet sich jeder in einer anderen Lebensphase. Ethan ist ständig solo, Adam ist gerade mit seiner Freundin zusammengezogen, Mike ist verheiratet und hat einen Sohn. So müssen die drei ihre Freundschaft mit ihren unterschiedlichen Beziehungssituationen ausbalancieren. Die Serie spielt in Chicago, gefilmt wurde aber in Los Angeles.

## Besetzung

### Hauptbesetzung
- David Denman als Mike Reilly
- Nelson Franklin als Adam
- Kris Marshall als Ethan Wright
- Liza Lapira als Lisa Reilly
- Aya Cash als Callie

### Nebenbesetzung
- Rob Huebel als Kev
- Janina Gavankar als Alexa
- Kathryn Hahn als Kate
- Blake Anderson als Tad

## Produktion, Ausstrahlung u. Rezeption
Vereinigte Staaten
Die Serie wurde ab dem 8. Februar 2011 auf Fox ausgestrahlt. Die Pilotfolge erreichte 4,59 Millionen Zuschauer.
Im Mai 2011 wurde die Serie auf Grund von schwachen Einschaltquoten von Fox eingestellt.
Die erste Staffel der Serie hat bei Metacritic ein Metascore von 63/100 basierend auf 20 Rezensionen.
International
Unter anderem wurde die Sitcom in Spanien, Mexiko, Südafrika, Australien, Tschechien, Ungarn, Litauen, Mazedonien, Serbien, Portugal, in Irland, Polen und Dänemark ausgestrahlt.

## Episodenliste
| Nr. | Deutscher Titel | Originaltitel           | Erstausstrahlung USA | Deutschsprachige Erstausstrahlung (-) |
| --- | --------------- | ----------------------- | -------------------- | ------------------------------------- |
| 1   | -               | Pilot                   | 8. Feb. 2011         | -                                     |
| 2   | -               | En Fuego                | 15. Feb. 2011        | -                                     |
| 3   | -               | All the Precedent’s Men | 22. Feb. 2011        | -                                     |
| 4   | -               | Credit Balance          | 2. März 2011         | -                                     |
| 5   | -               | Breaking Bread          | 8. März 2011         | -                                     |
| 6   | -               | No Good Deed            | 15. März 2011        | -                                     |
| 7   | -               | Stealth Bomber          | 22. März 2011        | -                                     |
| 8   | -               | Kiss Me Kate            | 29. März 2011        | -                                     |
| 9   | -               | Best Man                | 12. Apr. 2011        | -                                     |
| 10  | -               | Bonebag                 | 19. Apr. 2011        | -                                     |
| 11  | -               | Where The Heart Is      | 3. Mai 2011          | -                                     |
| 12  | -               | Tommy Guns              | 10. Mai 2011         | -                                     |
| 13  | -               | Help Wanted             | 17. Mai 2011         | -                                     |